# Ґао Паньлун
Ґао Паньлун (*13 серпня 1562 — †14 квітня 1626) — китайський політик, філософ-неоконфуціанець часів династії Мін, очільник академії Дунлінь (Дунлінь шуюань) і дунліньської школи (Дунлінь-сюепай) у 1612–1626 роках.

## Життєпис
Здобув вище вчене звання цзіньши у 1589 році, перебував на державній службі до 1595 року. У 1593 був знижений на посаді і відправлений у далеку провінцію. У 1612 році очолює школу Дунлінь, яка виступала за негайні реформи у державі. У 1621 році Ґао Паньлун був покликаний до двору і потім отримав низку високих посад, зокрема головного цензора. У 1625 році його було звільнено. У 1626 році під загрозою арешту він наклав на себе руки. У 1629 році Ґао Паньлуна було реабілітовано.

## Філософія
У поглядах Ґао Паньлуна найбільш яскраво відобразилася загальна тенденція дуньліньської школи до узгодження внутрішньої свободи особистості з нормами суспільного життя шляхом відмови від визнаного попередниками неоконфуціанства (особливо чжусіанства) дуалізму метафізичної «абсолютно доброї» «корінної» природи людини та його фізичної «пневменної» природи, пройнятої як добром, так і злом.